# Bahnstrecke Gien–Argent
| Viaduc de Gien, Juni 2008. Im Hintergrund die Stahlfachbrücke über die Loire. |                      |                                                                         |                                                                         |
| Streckennummer (SNCF): | 685 000              |                                                                         |                                                                         |
| Kursbuchstrecke (SNCF): | 69–70                |                                                                         |                                                                         |
| Streckenlänge: | 23 km                |                                                                         |                                                                         |
| Spurweite: | 1435 mm (Normalspur) |                                                                         |                                                                         |
| Maximale Neigung: | 16 ‰                 |                                                                         |                                                                         |
| |                      |                                                                         |                                                                         |
| \| \| \| Bahnstrecke Moret–Lyon von Moret ü. Montargis \| \| \| \| \| \| \| \| \| \| Bahnstrecke Orléans–Gien von Orléans \| \| \| \| 154,30,0 \| Gien \| 162 m \| \| \| \| Bahnstrecke Auxerre–Gien nach Auxerre \| \| \| \| 0,3 \| Bahnstrecke Moret–Lyon nach Lyon-Perrache \| Bahnstrecke Moret–Lyon nach Lyon-Perrache \| \| \| \| \| \| \| \| ~1,6 \| Rue des deportes (ehem. N 140; Viaduc Rive droite de la Loire; 306,9 m) \| Rue des deportes (ehem. N 140; Viaduc Rive droite de la Loire; 306,9 m) \| \| \| \| \| \| \| \| \| \| \| \| \| 2,1 \| D 652 (ehem. N 152; Viaduc Rive droite de la Loire; 306,9 m) \| D 652 (ehem. N 152; Viaduc Rive droite de la Loire; 306,9 m) \| \| \| \| \| \| \| \| 2,4 \| Loire (Viaduc de Gien; 367,5 m) \| Loire (Viaduc de Gien; 367,5 m) \| \| \| 2,8 \| Steinbogenbrücke (1.245,6 m) \| Steinbogenbrücke (1.245,6 m) \| \| \| \| D 951 (ehem. N 751) \| \| \| \| 4,8 \| Poilly \| 128 m \| \| \| 8,7 \| Streckenende \| Streckenende \| \| \| 10,5 \| Les Salons \| 162 m \| \| \| 15,1 \| Coullons \| 154 m \| \| \| ~19,3 \| Département Loiret / Cher \| Département Loiret / Cher \| \| \| ~22,1 \| D 948 (ehem. N 448) \| D 948 (ehem. N 448) \| \| \| \| \| \| \| \| 22,2 \| Bahnstrecke Auxy-Juranville–Bourges von Les Bordes \| Bahnstrecke Auxy-Juranville–Bourges von Les Bordes \| \| \| \| \| \| \| \| ~22,2 \| Hafenanschluss \| Hafenanschluss \| \| \| ~22,3 \| Canal de la Sauldre (22 m) \| Canal de la Sauldre (22 m) \| \| \| ~22,5 \| Sauldre (30 m) \| Sauldre (30 m) \| \| \| 23,0 \| Argent-sur-Sauldre \| 170 m \| \| \| \| BA von Salbris—SE n. La Guerche (Meterspur) \| \| \| \| \| Bahnstrecke Auxy–Bourges nach Bourges \| \| |                      |                                                                         |                                                                         |
| |                      | Bahnstrecke Moret–Lyon von Moret ü. Montargis                           |                                                                         |
| |                      |                                                                         |                                                                         |
| Abzweig geradeaus und ehemals von rechts |                      | Bahnstrecke Orléans–Gien von Orléans                                    | Bahnstrecke Orléans–Gien von Orléans                                    |
| Bahnhof | 154,30,0             | Gien                                                                    | 162 m                                                                   |
| Abzweig geradeaus und nach links |                      | Bahnstrecke Auxerre–Gien nach Auxerre                                   | Bahnstrecke Auxerre–Gien nach Auxerre                                   |
| Abzweig geradeaus und nach links | 0,3                  | Bahnstrecke Moret–Lyon nach Lyon-Perrache                               | Bahnstrecke Moret–Lyon nach Lyon-Perrache                               |
| |                      |                                                                         |                                                                         |
| Brücke | ~1,6                 | Rue des deportes (ehem. N 140; Viaduc Rive droite de la Loire; 306,9 m) | Rue des deportes (ehem. N 140; Viaduc Rive droite de la Loire; 306,9 m) |
| |                      |                                                                         |                                                                         |
| |                      |                                                                         |                                                                         |
| Brücke | 2,1                  | D 652 (ehem. N 152; Viaduc Rive droite de la Loire; 306,9 m)            | D 652 (ehem. N 152; Viaduc Rive droite de la Loire; 306,9 m)            |
| |                      |                                                                         |                                                                         |
| Brücke über Wasserlauf | 2,4                  | Loire (Viaduc de Gien; 367,5 m)                                         | Loire (Viaduc de Gien; 367,5 m)                                         |
| Strecke Anfang Hochstrecke | 2,8                  | Steinbogenbrücke (1.245,6 m)                                            | Steinbogenbrücke (1.245,6 m)                                            |
| Strecke Ende Hochstrecke |                      | D 951 (ehem. N 751)                                                     | D 951 (ehem. N 751)                                                     |
| ehemaliger Bahnhof | 4,8                  | Poilly                                                                  | 128 m                                                                   |
| | 8,7                  | Streckenende                                                            | Streckenende                                                            |
| Haltepunkt / Haltestelle (Strecke außer Betrieb) | 10,5                 | Les Salons                                                              | 162 m                                                                   |
| Bahnhof (Strecke außer Betrieb) | 15,1                 | Coullons                                                                | 154 m                                                                   |
| Grenze (Strecke außer Betrieb) | ~19,3                | Département Loiret / Cher                                               | Département Loiret / Cher                                               |
| Bahnübergang (Strecke außer Betrieb) | ~22,1                | D 948 (ehem. N 448)                                                     | D 948 (ehem. N 448)                                                     |
| |                      |                                                                         |                                                                         |
| Strecke quer | 22,2                 | Bahnstrecke Auxy-Juranville–Bourges von Les Bordes                      | Bahnstrecke Auxy-Juranville–Bourges von Les Bordes                      |
| |                      |                                                                         |                                                                         |
| Abzweig geradeaus und ehemals von rechts | ~22,2                | Hafenanschluss                                                          | Hafenanschluss                                                          |
| Brücke über Wasserlauf | ~22,3                | Canal de la Sauldre (22 m)                                              | Canal de la Sauldre (22 m)                                              |
| Brücke über Wasserlauf | ~22,5                | Sauldre (30 m)                                                          | Sauldre (30 m)                                                          |
| U-Bahn-Kopfbahnhof Streckenanfang · ehemaliger Bahnhof | 23,0                 | Argent-sur-Sauldre                                                      | 170 m                                                                   |
| U-Bahn-Abzweig nach links und nach rechts (Strecke außer Betrieb) · Kreuzung · U-Bahn-Strecke quer |                      | BA von Salbris—SE n. La Guerche (Meterspur)                             | BA von Salbris—SE n. La Guerche (Meterspur)                             |
| |                      | Bahnstrecke Auxy–Bourges nach Bourges                                   |                                                                         |

Die Bahnstrecke Gien–Argent ist eine eingleisige, 23 km lange, heute überwiegend stillgelegte Eisenbahnstrecke in der französischen Region Centre-Val de Loire. Auf 9,5 km liegen noch Gleise. Sie verbindet den Eisenbahnknoten Gien in südwestlicher Richtung mit der 2000-Einwohner-Gemeinde Argent-sur-Sauldre. In Argent gab es Anschluss an die normalspurige Bahnstrecke Auxy–Bourges sowie das Streckennetz zweier Sekundärbahnen in Meterspur: Zwischen 1907 und 1948 verkehrte die Chemin de fer du Blanc-Argent (BA) ins 49 km entfernte Salbris und zwischen 1891 und 1951 an die 97 km lange Strecke der Société générale des chemins de fer économiques (SE) nach La Guerche.

## Geschichte

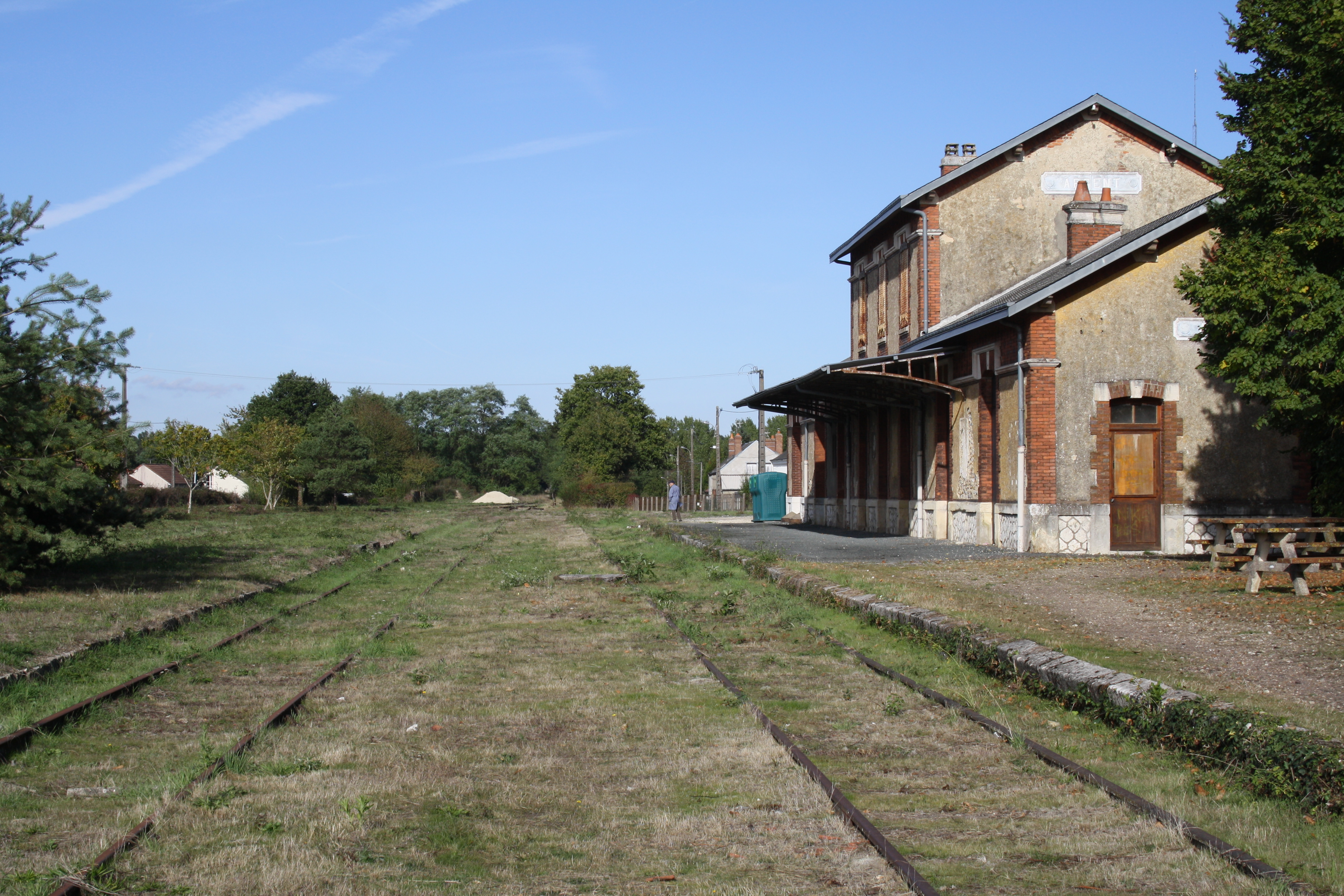
Argent-sur-Sauldre, Herbst 2016

Die Compagnie du chemin de fer de Bourges à Gien et d’Argent à Beaune-la-Rolande beantragte 1874 die Konzession für die Strecke, die am 28. Juni 1883 zwischen dem Minister für öffentliche Arbeiten und der Gesellschaft vertraglich vereinbart wurde. Diese Vereinbarung wurde am 20. November des folgenden Jahres durch ein Gesetz genehmigt. Dies Strecke ereilte das gleiche Schicksal wie das der Bahnstrecke Auxy-Juranville–Bourges: Durch Missmanagement ging die Bahngesellschaft konkurs und die Strecke wurde vom Staat 1881 übernommen, bis 1883 die Compagnie du chemin de fer de Paris à Orléans (PO) diese übernahm und bewirtschaftete. Mit Einführung des Winterfahrplans am 18. Dezember 1893 ging die gesamte Strecke in Betrieb, knapp 40 Jahre später, am 1. September 1932 wurde der Personenverkehr eingestellt.
Der Güterverkehr kam in drei Schritten zum Ende: in den 1950er Jahren der südliche, ca. acht Kilometer lange, über die Départementsgrenze führende Abschnitt Coullons–Argent, am 6. März 1972 Poilly–Coullons und zuletzt am 5. Juni 2013 der nördliche Abschnitt zwischen Gien und Poilly nach der Entgleisung eines Güterzuges wegen des schlechten Zustands der Gleise. Die beiden genannten, südlichen Teilstrecken wurden 1964 und zu einem späteren, von der SNCF nicht veröffentlichten Zeitpunkt entwidmet, während die nördliche, 8,7 km lange Strecke noch als Eisenbahnstrecke gilt.